# チャンタン高原

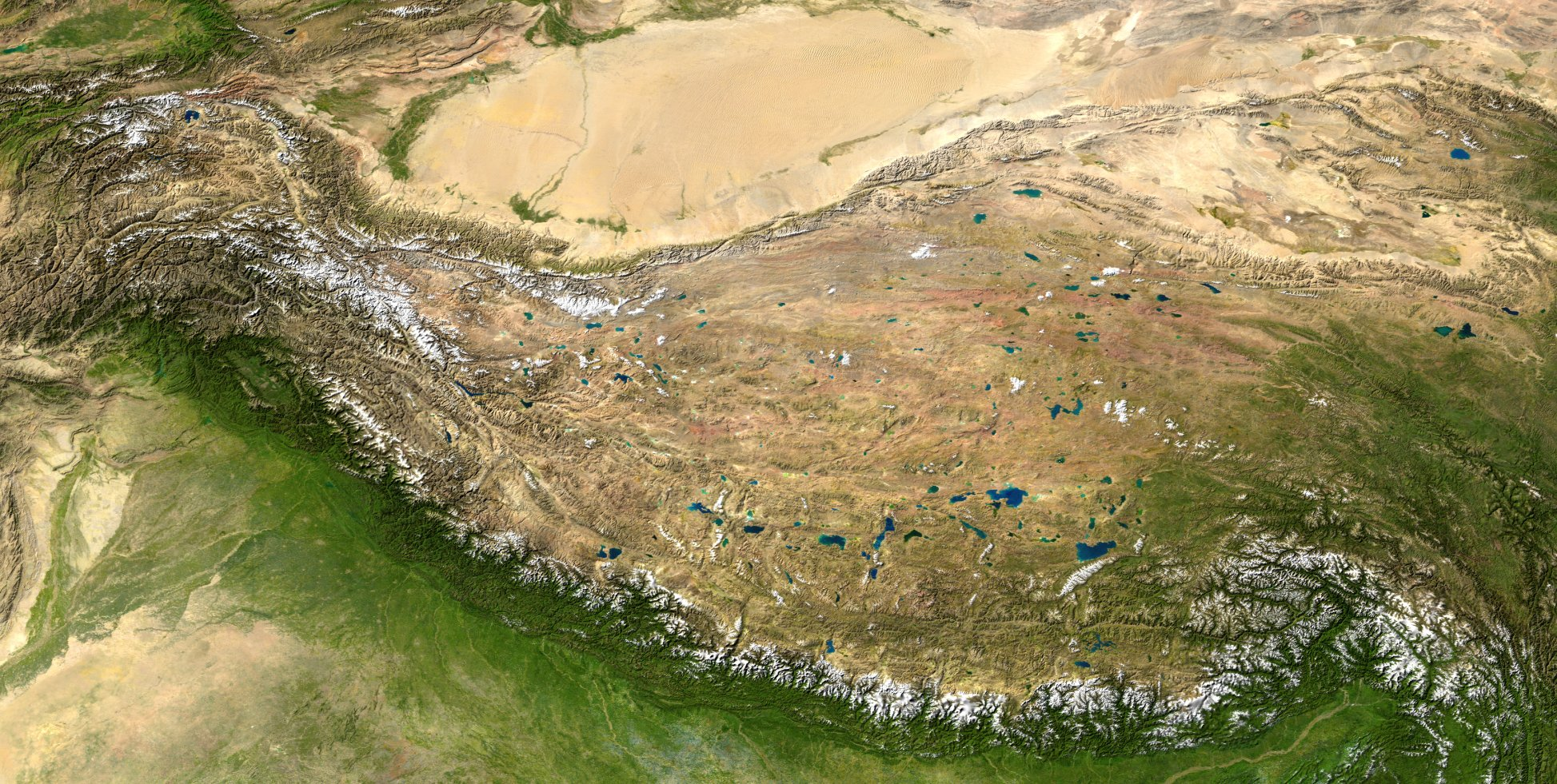
チャンタン高原の衛星写真。

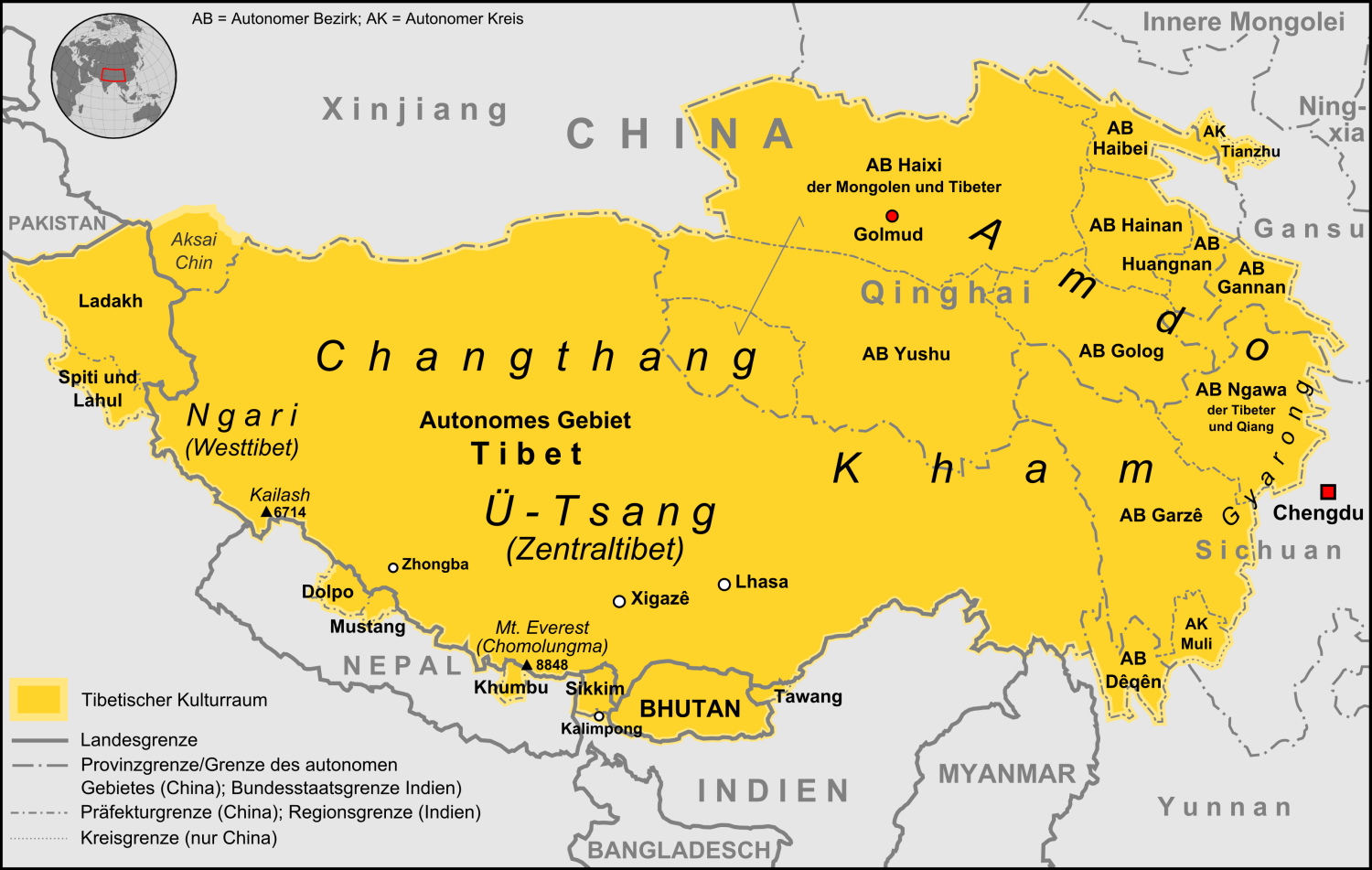
チャンタン高原の位置(Chanthang)。

チャンタン高原（チャンタンこうげん、中国語: 羌塘高原）は、中華人民共和国の西部、チベット自治区北部にある高原。蔵北高原（ぞうほくこうげん、ツァンペイこうげん）ともいう。高原の西端はインドのラダック連邦直轄領に入っている。

## 地理
チベット高原の北部を指し、崑崙山脈を北限、カラコルム山脈、ガンディセ山脈、ニェンチェンタンラ山脈を南限とし、北東端をタンラ山脈とする。面積は約60万km2、範囲は東西1200km、南北700kmで、チベット高原の大部分、チベット自治区全体の約3分の2を占める。
平均標高は4500mに達し、亜寒帯ないし寒帯気候に属する。降水量は年間に100mmから200mmであり、乾燥している。
地勢は北西から南東に向かって傾斜している。4000m-5000mの地帯は亜寒帯気候であり、丸みを帯びた緩やかな丘陵が多く見られる。丘陵の比高は数百mに過ぎず、その間に多くの盆地があり、ナムツォ（納木錯、納木湖）をはじめ200以上の湖沼（塩湖および淡水湖）が存在する。寒冷で乾燥しているが日照に恵まれており草生が豊富である。6000m以上の地帯は高山気候であり、氷河地帯を形成している。
月の平均気温は、冬は-20℃から-10℃、最も温暖な夏でも6℃から10℃までに留まる。

## 暮らしと経済

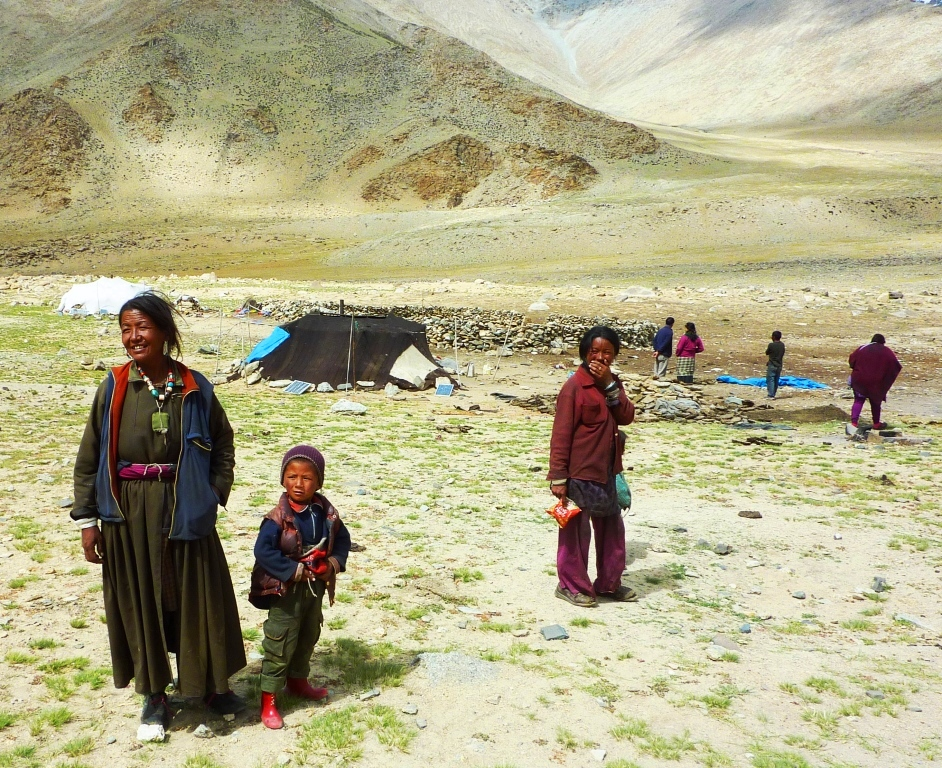
ラダックのチャンパ。

チャンパと呼ばれる遊牧民が主に暮らしており、牛や羊のほかヤク、綿羊、ヤギなどの牧畜を営んでいる。農作物ではハダカムギが栽培される。
鉱物資源も産出されており、石炭、金、塩などが採れる。また野生の動植物が多く棲息しており、その一部は漢方薬の原料として用いられる。
主な集落に、アムド（安多）、ゲルツェ（改則）など。高原の北部は特に自然環境が厳しいため、生活する者は見られない。

## 自然保護活動

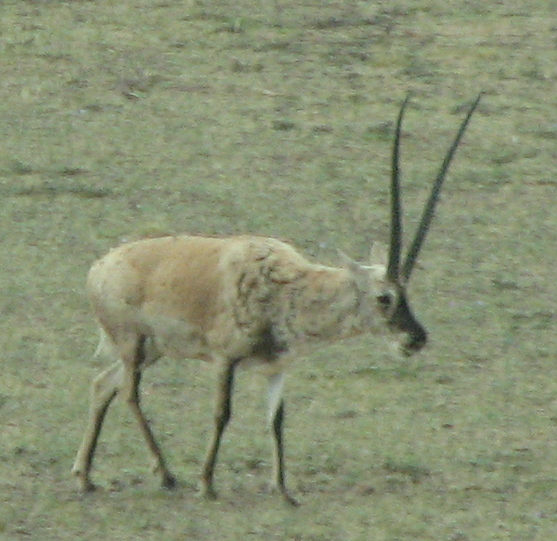
チャンタン高原のチルー。

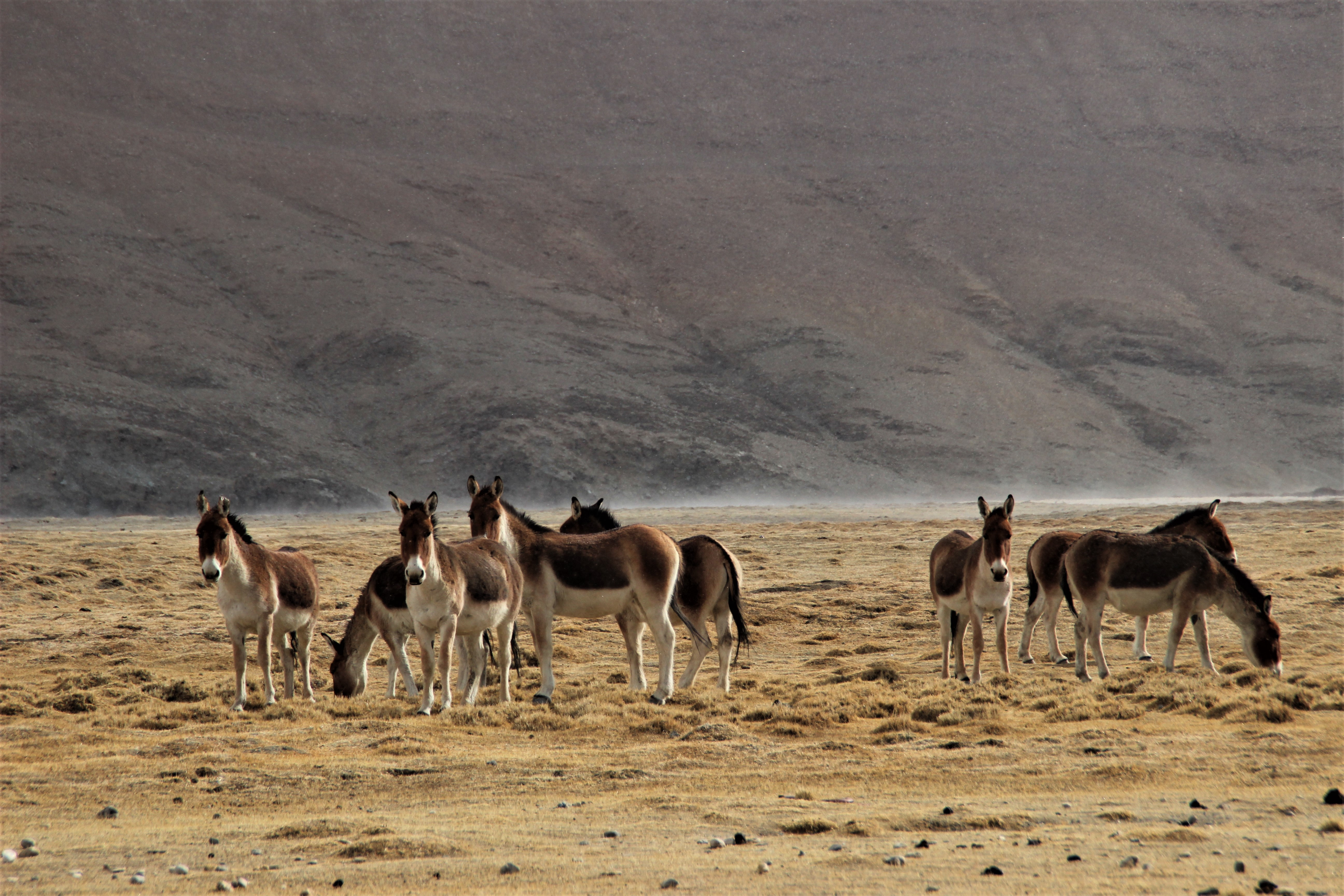
チャンタン高原のチベットノロバ。

1993年に自治区により自然保護区に指定されたのち、2000年に総面積30万km2に及ぶ地域が中国政府によりチャンタン国家級自然保護区として設定されている。

## 語源
「チャンタン」はチベット語で「北方の平原」を意味する。Changが「北の-」、tangが「平原、台地」を指す。